# Prosopocera viridibasalis
Prosopocera viridibasalis là một loài bọ cánh cứng trong họ Cerambycidae.